# Edward Egerton
Edward Christopher Egerton (27 juillet 1816 - 27 août 1869) est un homme politique conservateur britannique de la famille Egerton.

## Biographie
Il est le fils de Wilbraham Egerton et Elizabeth, fille de Christopher Sykes (2e baronnet) et le frère cadet de William Egerton (1er baron Egerton).
Il siège comme député de Macclesfield de 1852 à 1868 et de Cheshire East de 1868 à 1869. Il sert sous le comte de Derby puis Benjamin Disraeli comme sous-secrétaire d'État parlementaire aux Affaires étrangères entre 1866 et 1868.
Il épouse Lady Mary Frances, fille de Charles Pierrepont (2e comte Manvers), en 1845. Il est décédé en août 1869, à l'âge de 53 ans. Lady Mary est restée veuve jusqu'à sa mort en juin 1905.